# Mary Renault
Eileen Mary Challans, mais conhecida pelo seu pseudônimo, Mary Renault (Londres, 4 de Setembro de 1905 - 13 de Dezembro de 1983) foi uma escritora inglesa que se especializou na reconstituição romanceada da vida e dos costumes da Grécia Clássica, como por exemplo em O Canto do Prazer, que tem como figura principal o poeta Simônides de Ceos , do século VI a.C..[carece de fontes?]
Para escrever A Máscara de Apolo, ela realizou minuciosas pesquisas, que incluíram a visita às ruínas dos grandes teatros da época, como o de Dionísio em Atenas, e o teatro de Siracusa, para estudar o seu funcionamento.[carece de fontes?]
Os trabalhos de Renault são, muitas vezes, enraizados em temas relacionados a amor, sexualidade e relacionamentos. Seus livros atraíram grande atenção do público gay na época de seu lançamento, quando poucas publicações retratavam a homossexualidade de forma positiva. Seus trabalhos costumavam ter uma recepção positiva pelos críticos, e a autora recebeu diversos prêmios e homenagens durante sua vida.